# Armanī Jān
Armanī Jān (persiska: ارمنی جان) är en ort i Iran.   Den ligger i provinsen Kermanshah, i den nordvästra delen av landet, 400 km väster om huvudstaden Teheran. Armanī Jān ligger 1 375 meter över havet och antalet invånare är 713.
Terrängen runt Armanī Jān är varierad. Armanī Jān ligger nere i en dal. Runt Armanī Jān är det ganska tätbefolkat, med 60 invånare per kvadratkilometer. Närmaste större samhälle är Barnāj, 14,9 km söder om Armanī Jān. Trakten runt Armanī Jān består till största delen av jordbruksmark.